# Piper grandispicum
Piper grandispicum är en pepparväxtart som beskrevs av C. Dc.. Piper grandispicum ingår i släktet Piper och familjen pepparväxter. Inga underarter finns listade i Catalogue of Life.